# Douglas (motocicleta)
Douglas fou un fabricant de motocicletes britànic amb seu a Kingswood, Bristol, que tingué activitat entre 1907 i 1957. Propietat de la família Douglas, era especialment conegut pels seus models amb motor de dos cilindres oposats horitzontalment i també pels seus ràpids models de competició. L'empresa va produir també una gamma d'automòbils entre 1913 i 1922.

## Història

### Els orígens

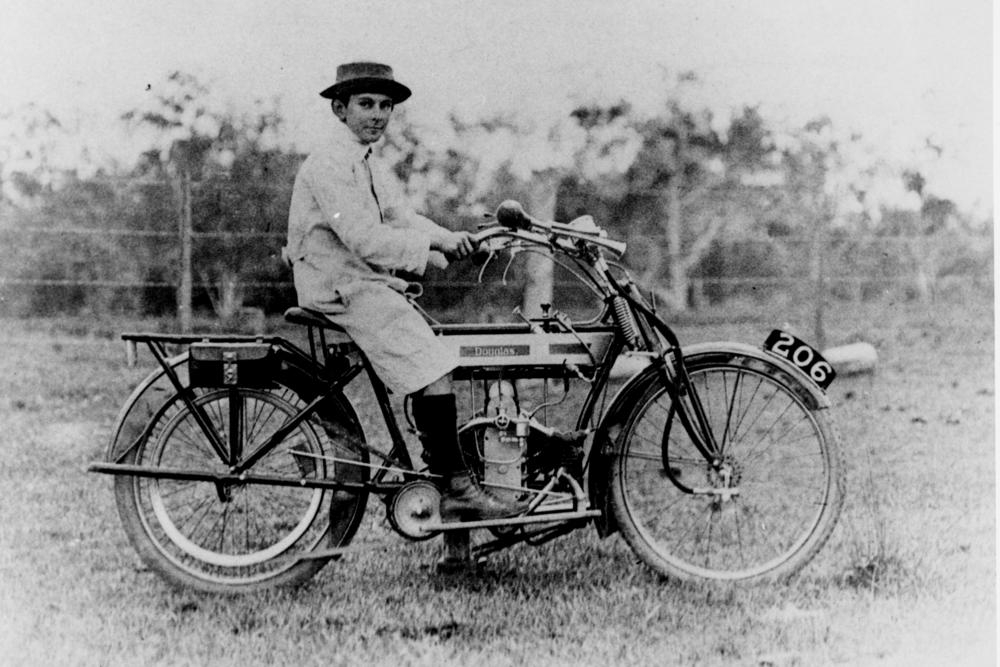
Un noi amb una Douglas Speeder de 1913 a Austràlia el 1915

Els germans William i Edwin Douglas van fundar la Douglas Engineering Company a Bristol el 1882. Inicialment, els Douglas feien de ferrers i, més tard, l'empresa va evolucionar cap a la foneria.
Joseph F. Barter's Light Motors Ltd. era un dels clients dels germans Douglas. Barter va construir un motor monocilíndric per a bicicletes entre 1902 i 1904; després va desenvolupar el sistema de motor de bicicleta Fée. El Fée de 200 cc bicilíndric pla es muntava en línia amb el marc, emprava transmissió per cadena a un contraeix inferior (amb embragatge) i feia servir una corretja motriu per a moure la roda posterior. Barter va fundar Light Motors Ltd. per a fabricar el sistema Fée. La producció va començar el 1905; el nom Fée es va anglicitzar a Fairy poc després. El 1916, la revista Motor Cycle afirmava que el Fée de 1904 fou el primer motor de motocicleta bicilíndric pla (flat-twin), del qual des de llavors n'hi havia hagut moltes còpies. Douglas va fer peces de fosa per a Light Motors i es va fer càrrec dels drets de fabricació de la firma quan Light Motors va plegar el 1907.
A partir del 1907 es va vendre la versió 350 cc de Douglas, similar a la Fairy, amb el motor muntat en línia amb el bastidor però sense el contraeix de la cadena i amb transmissió final per corretja. Al Stanley Show de 1907, la firma va cridar molt l'atenció amb una moto equipada amb motor V4 (quatre cilindres en V), amb vàlvules d'entrada automàtiques i canvi de dues velocitats. El model V4 no va entrar en producció i a la mostra de 1908 ja es mostrava només el bicilíndric en línia actualitzat, ara més lleuger i amb el motor situat més avall. Cap al 1911 es va modificar el bastidor per tal que el motor pogués anar encara més avall i el 1912 es van substituir les vàlvules d'entrada automàtiques per vàlvules d'accionament mecànic.

### Primera Guerra Mundial
Durant la Primera Guerra Mundial, Douglas va ser un important proveïdor de motos i en va fabricar al voltant de 70.000 unitats per a ús militar. En un article de 1916 sobre motors bicilíndrics plans a la revista Motor Cycle es relacionen dos models de motor Douglas. Un d'ells era el de 2,75 CV (350 cc) amb un diàmetre de 60,5 mm i una carrera de 60 mm, amb les vàlvules col·locades l'una al costat de l'altra al costat del motor; l'altre era el bicilíndric pla de 4 CV (544 cc) de 72 mm de diàmetre i 68 mm de carrera. Una de les diferències significatives en aquest motor més gran era que l'oli es carregava al dipòsit i se subministrava per mitjà d'una bomba als coixinets i cilindres. El dipòsit tenia una finestra de vidre per a poder vigilar el nivell d'oli. Les vàlvules se situaven l'una al costat de l'altra per sobre dels cilindres. Un tercer motor era el Williamson Flat Twin, fabricat per Douglas pensant en els autocicles però produït per a la Williamson Motor Company, empresa que el va fer servir a les seves motocicletes des del 1912. Es tractava d'un motor de 8 CV de 964 cc, 85 mm de diàmetre i 85 mm de carrera. Inicialment duia refrigeració liquida i a partir del 1913 també estigué disponible amb refrigeració per aire.

### Període d'entreguerres
Durant la dècada del 1920, Douglas va construir els primers frens de disc i aconseguí una Royal Warrant per al subministrament de motocicletes als prínceps, Albert i Enric. En aquella època, les Douglas també es van fer populars a les competicions de dirt track (speedway). L'èxit que hi va obtenir inicialment el model RA de 1923, amb frens de disc, va fer que l'empresa en construís models específics per a pistes de terra. Aquestes motocicletes es van anar apujant de cilindrada i potència, i els models Dirt Track DT5 i DT6 de finals de la dècada del 1920 i començaments de la del 1930 duien motors de 500 i 600 cc, amb capçals semiesfèrics i cigonyals rígids i curts de forja. Les Douglas van dominar les curses en pista de terra durant tres anys. La de 1929 fou la seva temporada més reeixida i es van arribar a vendre 1.200 motos Douglas de Dirt Track.
La marca va aconseguir certa notorietat els anys 1932 i 1933, quan Robert Edison Fulton Jr. esdevingué el primer a circumnavegar el món amb una Douglas bicilíndrica de 6 CV, equipada amb pneumàtics d'automòbil. Fulton va escriure un llibre sobre la seva aventura titulat "One Man Caravan".
El 1934 es va llançar l'Endeavour, un model de 494 cc amb transmissió per eix. El motor era també un de bicilíndric pla, però per primer cop, Douglas el va instal·lar al bastidor de manera transversal en comptes de fer-ho en línia. Com altres empreses de l'època, Douglas mirava de diversificar-se cap a altres modes de transport. El 1935, la firma va ser adquirida per Bond Aircraft and Engineering Company (BAC). La producció de motocicletes va continuar fins a la Segona Guerra Mundial i es va estendre als generadors elèctrics.

### Postguerra

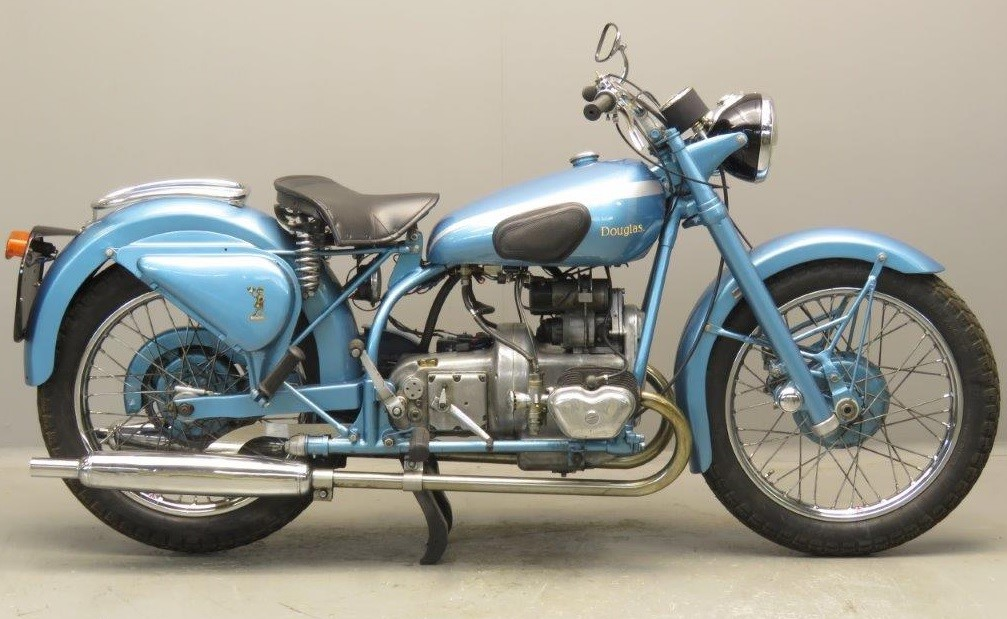
Douglas T 35 Mark IV 348 de 1950

El 1948, poc després d'acabada la guerra, Douglas va tornar a tenir dificultats i va reduir la seva producció als models bicilíndrics plans de 350 cc. El primer d'aquests, anomenat T35, va ser una de les primeres motocicletes de producció en sèrie amb un sistema de suspensió posterior en què el ressort era una barra de torsió longitudinal. La Douglas Dragonfly de 350 cc de 1955 fou la darrera produïda per la marca; curiosament, tot i que duia un motor bicilíndric pla, la transmissió posterior era per cadena en comptes de per eix, l'opció més adient per a aquest tipus de motor.
La Westinghouse Brake and Signal Company Ltd va comprar Douglas i va cessar la producció de les motocicletes d'aquesta marca el 1957. Douglas va continuar, però, important escúters Vespa al Regne Unit i posteriorment va importar i muntar motocicletes Gilera.

## Autocicles

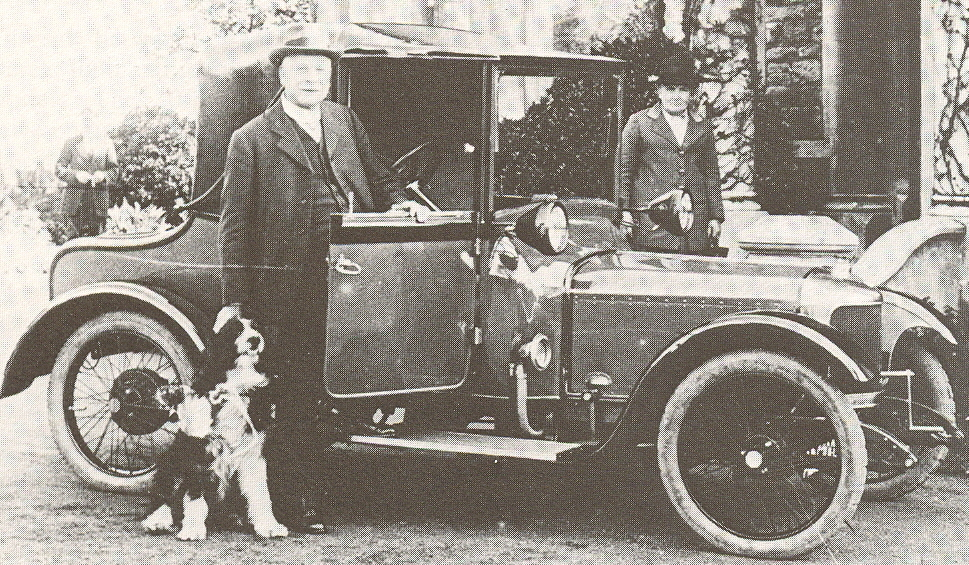
Autocicle Douglas de 1919

Douglas va fabricar també diversos autocicles. El 1913 va instal·lar en un vehicle de dos seients una versió refrigerada per aigua del motor bicilíndric horitzontal de Joseph Barter de 1.070 cc. Estava més ben equipat que els autocicles habituals a l'època, amb el motor al davant i eix de transmissió cap a les rodes posteriors; es venia al preu de 200 lliures esterlines. La suspensió posterior era inusual, amb un ressort helicoidal horitzontal muntat per sobre del diferencial, mentre que la posterior feia servir eix de biga i suspensió de ballesta semi-el·líptica.
La producció se'n va suspendre durant la Primera Guerra Mundial, i quan el cotxe va tornar a aparèixer el 1919, el motor s'havia apujat a 1.224 cc i el preu havia augmentat a 400 lliures (més tard, a 500). Aquest preu va resultar ser massa car i les vendes es van aturar després d'haver-se'n fabricat uns quants centenars. No n'ha sobreviscut cap exemplar original, però se n'ha fet una rèplica amb algunes peces originals.

## Competició

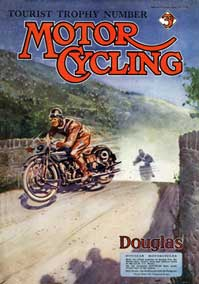
Portada d'una revista de 1926 on es veu una Douglas al TT de l'illa de Man

Douglas va tenir cert èxit en curses de velocitat i en proves de trial. Al TT de l'illa de Man de 1923 s'hi van inscriure dotze motocicletes de la marca, tant a la cursa Junior TT com a la Senior, i altres tres van participar en la cursa de sidecars. Aquell any, Douglas aconseguí les seves primeres victòries a la cursa Senior (la marca ja havia guanyat la Junior el 1912): Tom Sheard va guanyar el TT Senior de 500 cc i Freddie Dixon la de sidecars, mentre que Jim Whalley va fer la volta ràpida al TT Senior amb un temps de poc menys de 97 km/h sobre la pista mullada. Una altra Douglas es va classificar tercera al Junior TT aquell any. Més tard, aquell mateix 1923, Jim Whalley va guanyar el Gran Premi de França -havent recorregut una distància total de 463 km- i una altra Douglas va guanyar la Marató Durban-Johannesberg (un èxit notable de Percy Flook amb una moto de 2,75 CV, a una mitjana de 69 km/h sobre els 690 km totals). Jim Whalley va tornar a guanyar una altra cursa internacional amb la Douglas el 1923, en aquest cas una de 12 hores a Espanya, i Alec Bennett va guanyar la cursa del TT de Gal·les.
El 1929, Douglas guanyà el TT d'Àustria amb el pilot Rudolph Runtsch. Després de la Segona Guerra Mundial, la marca va tenir poc èxit a les curses, però una Mark 3 va obtenir una victòria remarcable el 1950 al "Silverstone Saturday" que organitzava el British Motorcycle Racing Club (Bemsee), superant-hi totes les Velocette, Norton i BSA Gold Star rivals.
| Resultats al TT de l'illa de Man | Resultats al TT de l'illa de Man | Resultats al TT de l'illa de Man | Resultats al TT de l'illa de Man | Resultats al TT de l'illa de Man | Resultats al TT de l'illa de Man | Resultats al TT de l'illa de Man | Resultats al TT de l'illa de Man | Resultats al TT de l'illa de Man | Resultats al TT de l'illa de Man | Resultats al TT de l'illa de Man |
| -------------------------------- | -------------------------------- | -------------------------------- | -------------------------------- | -------------------------------- | -------------------------------- | -------------------------------- | -------------------------------- | -------------------------------- | -------------------------------- | -------------------------------- |
| Posició                          | 1                                | 2                                | 3                                | 4                                | 5                                | 6                                | 7                                | 8                                | 9                                | 10                               |
| Vegades                          | 4                                | 2                                | 3                                | 4                                | 3                                | 4                                | 5                                | 2                                | 3                                | 1                                |

## Influència en altres fabricants

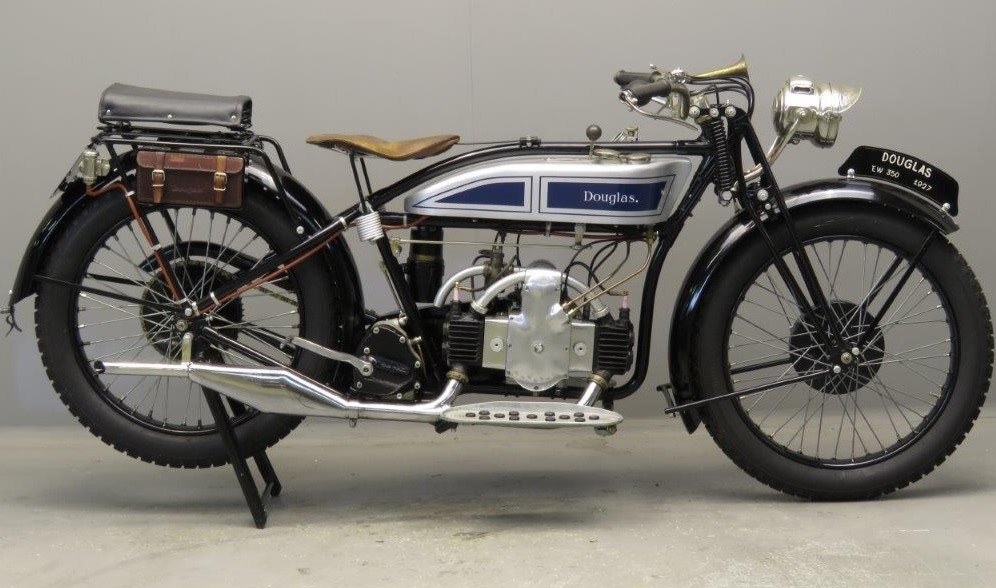
Douglas EW 350 cc de 1927

La disposició tradicional de Douglas d'un motor bicilíndric pla muntat amb els cilindres paral·lels al bastidor havia estat copiada per diversos fabricants de motocicletes durant les dècades del 1910 i 1920. La Williamson Flat Twin, fabricada a Coventry del 1912 al 1914, era una motocicleta pesant de 1.000 cc que aplicava la disposició de Douglas i, de fet, el seu motor, forquilles i caixa de canvis eren fabricats per Douglas mateixa. Als Estats Units, Indian va fabricar la seva lleugera "Model O" del 1917 al 1919 i Harley-Davidson, la seva Model W de pes mitjà del 1919 al 1923, ambdós fabricants utilitzant la disposició Douglas.
Diversos fabricants alemanys van començar a fabricar motocicletes amb el disseny de Douglas quan el fabricant de motors BMW va posar a la venda el seu propi motor bicilíndric pla M2B15 el 1920. L'M2B15 havia estat desenvolupat a partir de l'enginyeria inversa aplicada a un motor de motocicleta Douglas.